# Палермо (футбольный клуб)
«Пале́рмо» (итал. Palermo Football Club) — итальянский футбольный клуб из одноимённого города, выступающий в Серии B. Принадлежит холдингу City Football Group.
«Палермо» отсчитывает свою историю с 1900 года. Домашним стадионом клуба является «Ренцо Барбера», вмещающий 36 365 зрителей. Высшие достижения команды — 5-е место в сезонах 2005/06, 2006/07 и 2009/10, а также участие в финалах Кубка Италии в 1974, 1979 и 2011 годах.

## История
Первый футбольный клуб в Палермо (Anglo Panormitan Athletic and Football Club) был основан 1 ноября 1900 года. В начале XX века (до образования единой итальянской футбольной лиги) клуб участвовал в различных региональных соревнованиях и трижды (в 1910, 1912 и 1913 гг.) выигрывал Кубок Вызова Липтона. В 1927 году «Палермо» был расформирован по финансовым причинам, но всего через год был возрождён и заявлен в Серию C, а уже в 1932 году дебютировал в Серии А.
После Второй мировой войны клуб не добивался особых успехов в чемпионате (лучший результат — 8-е место в сезоне 1961/62), а сезон 1972/73 стал последним для «Палермо» в Серии А (до 2004 года). Тем не менее, уже играя в Серии B, команда дважды (в 1974 и 1979 годах) доходила до финала Кубка Италии, уступив в финале «Болонье» и «Ювентусу» соответственно. В 1986 году клуб был расформирован. Возрождённый в следующем году, «Палермо» начал своё выступление в Серии C2 и последующие сезоны провёл в основном в Сериях B и C1.
Новая эпоха в истории «Палермо» началась в 2002 году, когда президентом клуба стал Маурицио Дзампарини. В 2004 году под руководством Франческо Гвидолина команда впервые за 30 лет вышла в Серию А. В своём первом же сезоне «Палермо» занял 6-е место, а нападающий Лука Тони стал лучшим бомбардиром Серии А. В сезоне 2005/06 клуб занял 8-е место в чемпионате, дошёл до полуфинала Кубка Италии и 1/8 финала Кубка УЕФА. Однако из-за коррупционного скандала, случившегося по ходу этого сезона, сицилийцы после пересмотра результатов, поднялись с 8-го места на 5-е, что стало высшим достижением клуба за всю историю. Летом 2006 года четыре игрока «Палермо» — Симоне Бароне, Фабио Гроссо, Андреа Барцальи и Кристиан Дзаккардо — стали чемпионами мира в составе сборной Италии. В сезоне 2006/07 «Палермо» уже по итогам розыгрыша вновь занял 5-е место в Серии А. Это же достижение они повторили в сезоне 2009/10, хотя «Палермо» был близок к завоеванию 4-го места, которое входит в зону Лиги чемпионов. В сезоне 2010/2011, «розово-чёрные» сенсационно обыграли «Милан» в полуфинале национального кубка (2-2 и 2-1) и вышли в финал. Это достижение не покорялось «Палермо» 32 года. Но в решающем поединке уступили «Интернационале» 1-3.
Последующие сезоны стали провальными для сицилийцев. В чемпионате 2011/12 команда по ходу сезона несколько раз меняла главных тренеров (Делио Росси — после унизительного поражения со счётом 0:7 от «Удинезе» в феврале 2011 года, Стефано Пиоли — через 2 месяца работы в клубе, Девис Манджа — через 4 месяца работы в клубе) и выступала очень нестабильно, особенно в гостевых поединках. В результате, при Бортоло Мутти команда заняла лишь 16 место по итогам чемпионата и тренер был уволен со своего поста. Тренерская чехарда продолжилась и в следующем сезоне: «Палермо» начинал сезон под руководством Джузеппе Саннино, который был уволен 16 сентября. На его место пришёл Джан Пьеро Гасперини, проработавший до 4 февраля. Следующим наставником команды стал Альберто Малезани, однако он был уволен через 19 дней после своего назначения. Второй приход Гасперини на пост главного тренера продлился с 24 февраля по 11 марта после чего клуб снова возглавил Джузеппе Саннино. Всё это сказалось на результатах команды, которая завершила сезон в зоне вылета Серии А, на 18-м месте. Для вытаскивания клуба из второго по значимости итальянского футбольного дивизиона был приглашён в качестве нового тренера бывший полузащитник сборной Италии Дженнаро Гаттузо. Также произошли перестановки и в руководстве клуба: новым исполнительным директором стал итальянский экс-нападающий «Реджины» Никола Аморузо.
В сезоне 2018/19 «Палермо» должен был занять третье место в лиге, однако потерял в итоговом протоколе 20 очков из-за финансовых нарушений. В связи с отсутствием у клуба соответствующей требованиям страховки на новый сезон 12 июля 2019 года Федерация футбола Италии лишила клуб профессионального статуса. 24 июля мэр Палермо Леолука Орландо огласил выбор инвестора для возрождения клуба, сделанный из шести поступивших предложений: согласно правилам Федерации футбола Италии, возрождённый клуб должен будет начать новый сезон в любительской лиге D.
18 октября 2019 года «Палермо» был признан судом банкротом и прекратил своё существование. При этом Андреа Дзампарини, сын бывшего владельца «Палермо» Маурицио Дзампарини, сделал предложение о выплате 10 миллионов евро, но их оказалось слишком мало для выплаты долгов.
Летом 2019 года новая команда «Палермо» заявилась в серию D. По итогам сезона-2019/20, заняв 1-е место в своей зоне, вышла в серию C. В сезоне 2021/22 заняла 3-е место в своей зоне и одержала победу в плей-офф, выйдя в Серию B.

## Дерби и ультрас
У клуба «Палермо» есть три главных дерби: это матчи с клубом «Катания» (Сицилийское дерби), второе дерби с ещё одним сицилийским клубом «Мессина», а также третье дерби против «Кальяри» (в рамках противостояния клубов Сицилии и Сардинии — Дерби Сардинии и Сицилии).
Друзьями считаются ультрас «Ромы», «Лечче», «Марсалы», «Падовы» и «Чезены».

## Символика

### Форма

#### Домашняя
| 2012/13 | 2014/15 | 2015/16 | 2016/17 | 2017/18 | 2018/19 | 2019/20 | 2020/21 | 2021/22 | 2022/23 | 2023/24 |
| 2024/25 | 2025/26 |         |         |         |         |         |         |         |         |         |

#### Гостевая
| 2012/13 | 2014/15 | 2015/16 | 2016/17 | 2017/18 | 2018/19 | 2019/20 | 2020/21 | 2021/22 | 2022/23 | 2023/24 |
| 2024/25 | 2025/26 |         |         |         |         |         |         |         |         |         |

#### Резервная
| 2012/13 | 2014/15 | 2015/16 | 2016/17 | 2017/18 | 2018/19 | 2019/20 | 2020/21 · 120-летие клуба | 2021/22 | 2022/23 | 2023/24 |
| 2024/25 | 2025/26 |         |         |         |         |         |                           |         |         |         |

Источники:,

## Текущий состав
| 1  | Флаг Италии               | Вр  | Себастьяно Депланш | 2003 |  |  |  |  |  |
| 12 | Флаг Италии               | Вр  | Манфреди Неспола   | 2005 |  |  |  |  |  |
| 13 | Флаг Боснии и Герцеговины | Вр  | Аднан Канурич      | 2000 |  |  |  |  |  |
| 22 | Флаг Италии               | Вр  | Мирко Пильячелли   | 1993 |  |  |  |  |  |
|    |                           |     |                    |      |  |  |  |  |  |
| 2  | Флаг Дании                | Защ | Саймон Грейвс      | 1999 |  |  |  |  |  |
| 3  | Флаг Дании                | Защ | Кристоффер Лунн    | 2002 |  |  |  |  |  |
| 5  | Флаг Италии               | Защ | Фабио Лучони       | 1987 |  |  |  |  |  |
| 15 | Флаг Италии               | Защ | Иван Маркони       | 1989 |  |  |  |  |  |
| 18 | Флаг Румынии              | Защ | Йонуц Неделчару    | 1996 |  |  |  |  |  |
| 25 | Флаг Италии               | Защ | Алессио Буттаро    | 2002 |  |  |  |  |  |
| 31 | Флаг Италии               | Защ | Джузеппе Аурелио   | 2000 |  |  |  |  |  |
| 32 | Флаг Италии               | Защ | Пьетро Чеккарони   | 1995 |  |  |  |  |  |
| 37 | Флаг Чехии                | Защ | Алеш Матею         | 1996 |  |  |  |  |  |
|    |                           |     |                    |      |  |  |  |  |  |

| 4  | Флаг Франции   | ПЗ  | Клаудио Гомес                               | 2000 |  |  |  |  |  |
| 6  | Флаг Словении  | ПЗ  | Лео Штулац                                  | 1994 |  |  |  |  |  |
| 8  | Флаг Италии    | ПЗ  | Якопо Сегре                                 | 1997 |  |  |  |  |  |
| 20 | Флаг Сербии    | ПЗ  | Альоса Васич                                | 2002 |  |  |  |  |  |
| 30 | Флаг Италии    | ПЗ  | Никола Валенте                              | 1991 |  |  |  |  |  |
| 53 | Флаг Шотландии | ПЗ  | Лиам Хендерсон (в аренде из «Эмполи»)       | 1996 |  |  |  |  |  |
| 80 | Флаг Сенегала  | ПЗ  | Мамаду Кулибали (в аренде из «Салернитаны») | 1999 |  |  |  |  |  |
|    |                |     |                                             |      |  |  |  |  |  |
| 7  | Флаг Италии    | Нап | Леонардо Манкузо (в аренде из «Монцы»)      | 1992 |  |  |  |  |  |
| 9  | Флаг Италии    | Нап | Маттео Брунори                              | 1994 |  |  |  |  |  |
| 10 | Флаг Италии    | Нап | Франческо Ди Мариано                        | 1996 |  |  |  |  |  |
| 11 | Флаг Италии    | Нап | Роберто Инсинье                             | 1994 |  |  |  |  |  |
| 17 | Флаг Италии    | Нап | Федерико Ди Франческо                       | 1994 |  |  |  |  |  |
| 27 | Флаг Италии    | Нап | Эдоардо Солери                              | 1997 |  |  |  |  |  |

## Достижения

### Национальные
- Кубок Италии
  - Финалист (3): 1973/74, 1978/79, 2010/11
- Серия B
  - Победитель (5): 1931/32, 1947/48, 1967/68, 2003/04, 2013/14
  - Вице-чемпион (2): 1955/56, 1958/59
- Серия C
  - Победитель: 1941/42
- Серия С1
  - Победитель (2): 1992/93, 2000/01
  - Вице-чемпион (2): 1984/85, 1990/91
- Серия С2
  - Победитель: 1987/88
- Кубок Италии Серии С
  - Обладатель: 1990/91

### Другие
- Кубок Сицилии
  - Обладатель: 1920
- Кубок Вызова Уитакера
  - Обладатель: 1908
- Кубок Вызова Липтона
  - Обладатель (3): 1910, 1912,1913
  - Финалист (3): 1909, 1911, 1914

## Бренды и спонсорство
| Период    | Изготовитель формы | Титульный спонсор              |
| --------- | ------------------ | ------------------------------ |
| 1979-80   | Pouchain           | Не было                        |
| 1981-82   | NR                 | Vini Corvo                     |
| 1983-84   | NR                 | Pasta Ferrara                  |
| 1985-86   | NR                 | Juculano                       |
| 1987-90   | NR                 | Città di Palermo               |
| 1989-90   | Hummel             | Città di Palermo               |
| 1990-91   | ABM                | Città di Palermo               |
| 1991-92   | ABM                | Seleco                         |
| 1992-93   | ABM                | Giornale di Sicilia            |
| 1993-94   | ABM                | Toka                           |
| 1994-96   | ABM                | Provincia Regionale di Palermo |
| 1996-97   | Kappa              | Giornale di Sicilia            |
| 1997-98   | Kappa              | Tomarchio Naturà               |
| 1998-99   | Kappa              | Palermo Provincia Turistica    |
| 1999-00   | Kronos             | Tele+                          |
| 2000-01   | Lotto              | Alitalia                       |
| 2001-02   | Lotto              | LTS                            |
| 2002-06   | Lotto              | Provincia di Palermo           |
| 2006-08   | Lotto              | Не было                        |
| 2008      | Lotto              | Pramac                         |
| 2008-09   | Lotto              | Не было                        |
| 2009-10   | Lotto              | Betshop                        |
| 2010      | Lotto              | Eurobet                        |
| 2010-11   | Legea              | Eurobet                        |
| 2011-12   | Legea              | Eurobet & Burger King          |
| 2012-2013 | Puma               | Eurobet                        |
| 2013-2014 | Puma               | Eurobet                        |
| 2014—2017 | Joma               | Palermocalcio.it               |
| 2017-2018 | Legea              | SicilyByCar                    |
| 2019      | Legea              | UniEuro                        |

## Рекорды
Не включены голы в плей-офф матчах лиги
- Лучший бомбардир в итальянских лигах — 74, Фабрицио Микколи (2007—2013)
- Лучший бомбардир в Серии A — 74, Фабрицио Микколи (2007—2013)
- Лучший бомбардир в Кубке Италии — 7, Массимо Де Стефанис (1979—1984)
- Лучший бомбардир в Лиге Европы/Кубке УЕФА — 4, Франко Бриенца (2000—2008), (2012); Абель Эрнандес (2009—2014)
- Лучший бомбардир во всех соревнованиях — 81, Фабрицио Микколи (2007—2013)
- Наибольшее кол-во голов с сезоне — 30, Лука Тони (2003—2004)
- Наибольшее кол-во матчей в лигах — 319, Роберто Биффи (1988—1999)
- Наибольшее кол-во матчей в еврокубках — 15, Маттиа Кассани (2006—2011)
- Наибольшее кол-во матчей в Серии A — 165, Фабрицио Микколи (2007—2013)
- Наибольшее кол-во забитых голов в домашнем матче — 8-0 в игре с «Про Патрией» (5 ноября 1950 года)
- Наибольшее кол-во забитых голов в гостях — 7-1 в игре с «Лечче» (23 октября 1994 года)
- Самое крупное поражение — 0-9 в игре с «Миланом» (18 февраля 1951 года)
- Самое крупное поражение дома — 0-7 в игре с «Удинезе» (27 февраля 2011 года)
- Наибольшее кол-во очков в Серии A — 65 очков и 5 место в сезоне 2009—2010
- Самая длинная серия матчей без поражений — 26 игр

## Количество сезонов по дивизионам
| Дивизион | Количество сезонов | Дебют     | Последний сезон |
| -------- | ------------------ | --------- | --------------- |
| A        | 24                 | 1932—1933 | 2016/2017       |
| B        | 45                 | 1926—1927 | 2022/2023       |
| C        | 15                 | 1928—1929 | 2021/2022       |
| D        | 1                  | 2019—2020 | 2019/2020       |

## Список президентов клуба
| - Эдвард Де Гарстон (1900) - Мишель Вануччи дель Корбо (1903) - Иньяцио Мажо Паганьо (1903) - Джованни Серджо (1920) - Коламбус (1924) - Луиджи Бордонадо (1929) - Франческо Паоло Баррези (1931) - Валентино Коломбо (1934) - Джованни Де Лука (1935) - Валентино Коломбо (1936) - Паоло Ди Пьетра (1937) - Сальваторе Барбаро (1938) - Федерико Де’Арль (1941) - Джузеппе Аньелло (1942) - Стефано ла Мотта (1947) - Джузеппе Гуаццарделла (1948) - Раймодно Ланца ди Трабия (1951) - Карло Ла Ломия (1952) - Марио Фасино (1953) - Эрнесто Пиветти (1954) - Джузеппе Трапани (1955) - Артуро Кассина, Джузеппе Семинара (1956) | - Каземиро Виццини (1957) - Гульельмо Пинцеро (1963) - Эрнесто Ди Фреско, Луиджи Барбакья, Франц Горгоне (1964) - Луиджи Джоя (1965) - Джузеппе Перголицци (1967) - Ренцо Барбера (1970) - Гаспаре Гамбино (1981) - Роберто Паризи (1982) - Сальватор Матта (1985) - Сальваторе Лагумина (1987) - Джованни Феррара (1989) - Либорио Полицци (1993) - Джованни Феррара (1995) - Серджо Д’Антони (2000) - Маурицио Дзампарини (2002—2017) - Пол Баккальини (2017) - Джованни Джаммарва (2017) - Маурицио Дзампарини (2017—2018) - Клайв Ричардсон (2018—2019) - Рино Фоски (2019) - Алессандро Альбанезе (2019) - Дарио Мирри (2019-н.в.) |